# Aubange
Aubange (en való Åbindje, en luxemburguès Éibeng) és un municipi belga de la província de Luxemburg a la regió valona. Forma part de l'Arelerland. L'1 de gener del 2024 tenia 17.711 habitants.

## Localitats
El municipi d'Aubange compta amb 4 seccions, que apleguen les localitats:
- Aubange
- Athus: Guerlange
- Halanzy: Aix-sur-Cloie, Battincourt
- Rachecourt